# Vitfläckig fransormstjärna
Vitfläckig fransormstjärna (Ophiura albida) är en ormstjärneart som beskrevs av Forbes 1839. Vitfläckig fransormstjärna ingår i släktet Ophiura och familjen fransormstjärnor. Arten är reproducerande i Sverige. Inga underarter finns listade i Catalogue of Life.